# Макомази
Макомази (пол. Makomazy) — село в Польщі, у гміні Завідз Серпецького повіту Мазовецького воєводства.
Населення — 127 осіб (2011).
У 1975-1998 роках село належало до Плоцького воєводства.

## Демографія
Демографічна структура станом на 31 березня 2011 року:
|          | Загалом | Допрацездатний вік | Працездатний вік | Постпрацездатний вік |
| -------- | ------- | ------------------ | ---------------- | -------------------- |
| Чоловіки | 67      | 19                 | 46               | 2                    |
| Жінки    | 60      | 9                  | 38               | 13                   |
| Разом    | 127     | 28                 | 84               | 15                   |